# Alluaudomyia bella
Alluaudomyia bella är en tvåvingeart som först beskrevs av Daniel William Coquillett 1902.  Alluaudomyia bella ingår i släktet Alluaudomyia och familjen svidknott. Inga underarter finns listade i Catalogue of Life.